# Escola Costa i Llobera
L'Institut-Escola Costa i Llobera és una escola pública, catalana i laica situada al barri de Sarrià de Barcelona. La van fundar els pedagogs Pere Darder Vidal i Pau López, però ja al primer any se'ls va sumar Enric Lluch i Martín. S'hi imparteixen classes des dels nivells educatius de parvulari fins a batxillerat. El nom de l'escola és un homenatge a Miquel Costa i Llobera.
L'escola existeix des de 1959, i és pública des de l'any 1989. En fer-se pública, es va dividir en dos centres diferents: el CEIP Costa i Llobera i l'IES, que era una extensió de l'IES Joan Boscà. Més tard aconseguí tenir nom propi. Finalment l'any 2010, fou reconeguda oficialment com a Institut-Escola Costa i Llobera. L'any 2008 s'hi va acabar una ampliació important, amb un pressupost de 4,3 milions d'euros, que va ser inaugurada per Ernest Maragall, llavors Conseller d'Educació.